# Hypoxylon moellerianum
Hypoxylon moellerianum är en svampart som först beskrevs av Henn., och fick sitt nu gällande namn av Y.M. Ju & J.D. Rogers 1996. Hypoxylon moellerianum ingår i släktet Hypoxylon och familjen kolkärnsvampar.   Inga underarter finns listade i Catalogue of Life.